# Aristej
Aristej (Aristeas, grč. Αριστέας) je polu-legendarni grčki pesnik i čudotvorac. Rođen je u Prokonesu u Maloj Aziji. Bio je aktivan u 7.-om veku pre n. e. 
Aristej je najverovatniji autor pesme Arimaspea u kojoj su opisana njegova putovanja po dalekom severu. Na tom putu on je naišao na pleme koje se zvalo Isedonci, koji su mu pripovedali o još čudnijim i severnije lociranim narodima: jednookim Arimaspima koji se bore sa grifonima čuvarima zlata i Hiperborejcima među kojima Apolon provodi zimski deo godine. 
Tristačetrdeset godina posle svoje smrti Aristej se je tobože pojavio u Metapontu u južnoj Italiji da bi naredio da se postavi statua njega samog i oltar posvećen Apolonu. Aristej je tvrdio da je od svoje smrti putovao zajedno sa Apolonom u obliku svetog gavrana.

## Literatura
- J. D. P. Bolton, Aristeas of Proconnesus. Oxford, 1962.